# Bakhuis
Bakhuis sau Bakhuys este o localitate situată în partea de vest a statului Surinam, în districtul Sipaliwini, nu departe de munții omonimi, ce dețin rezerve de bauxită. Numele său provine de la cel al maiorului L. A. Bakhuis, care a condus o expediție de cercetare în zonă, în anul 1901.